# Nemamyxine elongata
Nemamyxine elongata är en ryggsträngsdjursart som beskrevs av Richardson 1958. Nemamyxine elongata ingår i släktet Nemamyxine och familjen pirålar. IUCN kategoriserar arten globalt som otillräckligt studerad. Inga underarter finns listade i Catalogue of Life.